# Droga krajowa B483 (Niemcy)
Droga krajowa 483 (niem. Bundesstraße 483) – niemiecka droga krajowa przebiegająca na osi północ-południe i jest połączeniem drogi B7 w Schwelm z drogą B237 w Hückeswagen na wschód od Wuppertalu w Nadrenii Północnej-Westfalii.
Droga, jest oznakowana jako B483 od początku lat 60. XX w.